# Parafia św. Michała Archanioła w Goleszowie
Parafia św. Michała Archanioła w Goleszowie – parafia rzymskokatolicka znajdująca się w Goleszowie. Należy do dekanatu Goleszów diecezji bielsko-żywieckiej. W 2005 zamieszkiwało ją ponad 1800 katolików.
Prawdopodobnie już w 1293 dwóch osadników: Jakub Smok i Maciej Pinodi wybudowało w Goleszowie gotycki murowany kościół z drewnianą wieżą. W 1447 był wzmiankowany po raz kolejny, już jako parafialny. W XVIII wieku zbudowano obecną, zabytkową plebanię. Obecny kościół parafialny wybudowano w latach 1913–1921, a konsekrowano go w 1935.

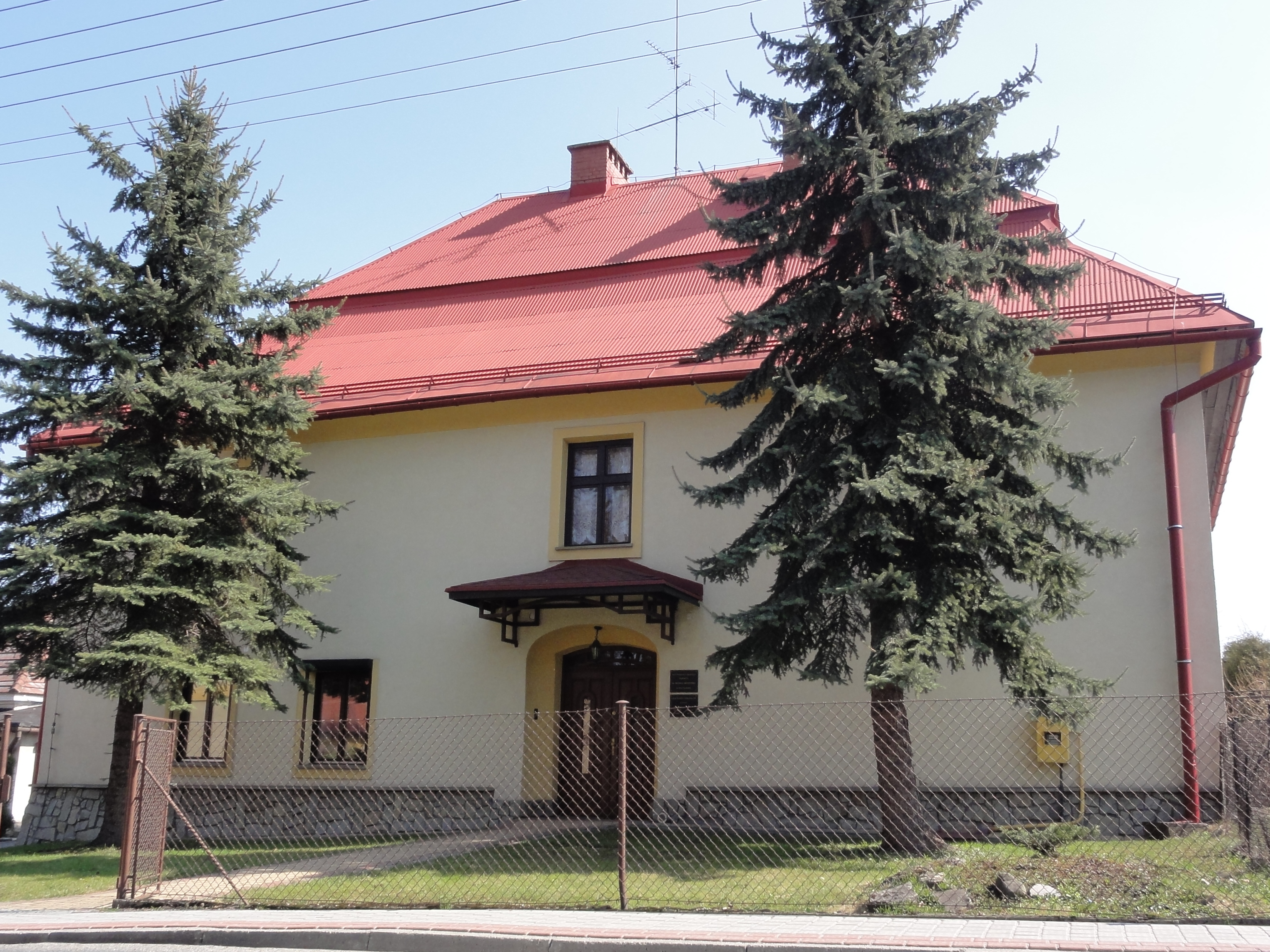
plebania i siedziba dziekana goleszowskiego